# Maestro del Bigallo
Maestro del Bigallo (attivo dal 1215/1220 – metà del XIII secolo) è stato un pittore italiano attivo nella prima metà del XIII secolo.

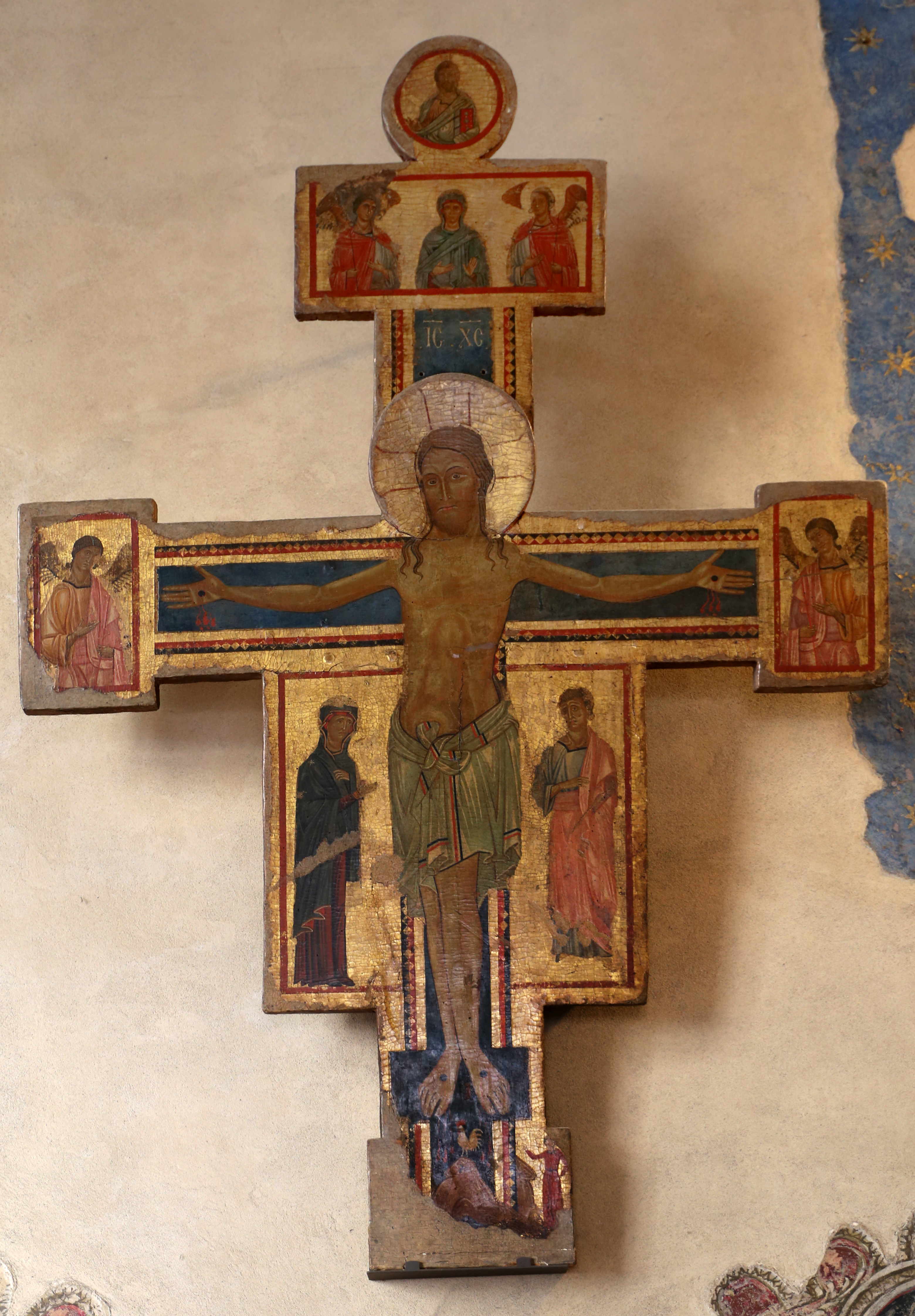
Il Crocifisso del Maestro del Bigallo nella loggia del Bigallo a Firenze

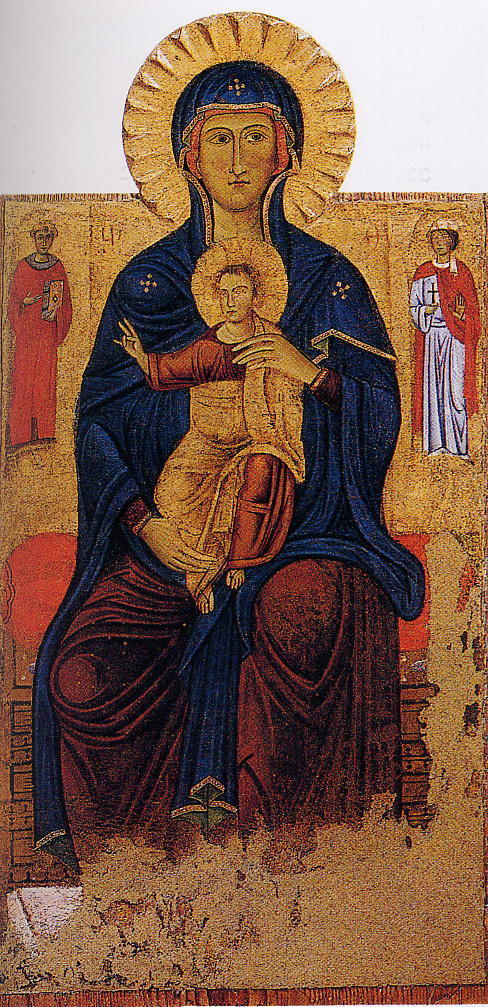
Madonna col Bambino, Certaldo, Museo di Arte Sacra

Fu un artista capace di aggiornarsi sulle innovazioni lucchese e pisane; fu a capo della bottega più organizzata di tutta la città di Firenze prima di Cimabue. Il nome convenzionale con cui è conosciuto deriva da un Crocifisso su tavola a lui attribuito che si conserva nel Museo del Bigallo a Firenze.

## La prima fase (1215-1230)
La cronologia di questo anonimo artista potrebbe trovare un primo punto fermo nella datazione di un dossale con San Zanobi in trono tra i santi Eugenio e Crescenzio e quattro scene a lui ascritto e conservato al Museo dell'Opera del Duomo di Firenze: questa tavola rimase davanti all'altare della tomba di San Zanobi fino al 1439. Il vescovo di Firenze Giovanni da Velletri riconsacrò l'altare di santa Reparata intorno al 1205-1230: l'altare di san Zanobi era il più venerato dopo quello della santa titolare dell'antica cattedrale fiorentina e, come Tartuferi argomenta, è ipotizzabile che anche questo sia stato rinnovato e arricchito con un nuovo dossale come anche tutti gli altari della chiesa, intorno al decennio 1220-1230.
Intorno al dossale di san Zanobi è stata ricostruita la fase più antica dell'attività di questo artista, comprendente il Crocifisso della Galleria nazionale d'arte antica di Roma, presentante l'iconografia del Christus triumphans, la Madonna col Bambino in trono e due angeli recentemente acquistata ed esposta agli Uffizi e la Madonna col Bambino in trono e due santi del Conservatorio delle Montalve a Villa La Quiete (Firenze).
In anticipo su questo primo gruppo di opere sarebbe la Madonna col Bambino, conservata nella cattedrale di Fiesole, databile al 1215-1220, attribuita per la prima volta al Maestro del Bigallo dal Ragghianti ed ora anche da Tartuferi.

## Gli anni trenta e quaranta del Duecento
Il Crocifisso conservato al Museo del Bigallo di Firenze dovrebbe collocarsi nella prima metà degli anni trenta del XIII secolo. Rispetto al Crocifisso di Roma, del quale riprende la medesima iconografia del Cristo che trionfa sulla morte, vi è una prevalenza di elementi linearistico-disegnativi: inoltre, vi è un passaggio dai modi della pittura lucchese - uno su tutti, Berlinghiero Berlinghieri - a quelli della coeva pittura pisana.
La Madonna col Bambino in trono e due santi, proveniente dalla chiesa di Santa Maria a Bagnano, presso Certaldo, oggi conservata nel Museo di arte sacra di Certaldo, viene variamente datata tra gli anni trenta e il primo lustro del decennio successivo per le consonanze stilistiche con la Madonna di Fiesole da una parte, e la vivacità maggiore, principalmente delle figure dei due santi ai lati, che contraddistingue quest'opera dall'altra. Il precario stato di conservazione non ci viene molto in aiuto.
Fortemente legata stilisticamente al Crocifisso del Museo del Bigallo appare la Madonna col Bambino e due angeli della Collezione Acton di Firenze.
Intorno al 1240 dovrebbe datarsi la Madonna col Bambino in trono e due angeli conservata al Musée des Beaux-Arts di Nantes.
L'ultima opera giuntaci è il Crocifisso conservato all'Art Institute di Chicago: a differenza degli altri due Crocifissi di Firenze e Roma, qui è presente un Cristo patiens.
La sua bottega dovette essere una delle più attive della Firenze dell'epoca e a lui spetta il merito di aver contribuito all'affermazione di un linguaggio spigliato e accattivante, pur entro la stretta osservanza bizantina, caratterizzato da una moderata accentuazione plastica e dall'uso di colori vivaci e brillanti.

## Elenco delle opere

Madonna col Bambino, Fiesole, Cattedrale di San Romolo, 1215-1220

- Madonna col Bambino, Fiesole, Cattedrale di San Romolo, 1215-1220
- San Zanobi in trono tra i santi Eugenio e Crescenzio e quattro scene, tavola, Firenze, Museo dell'Opera del Duomo, 1220-1230
- Crocifisso, Roma, Galleria nazionale d'arte antica, intorno al 1230 ca.
- Madonna col Bambino in trono e due angeli, Firenze, Galleria degli Uffizi, intorno al 1230 ca.
- Madonna col Bambino in trono e due angeli , Villa La Quiete (Firenze), Conservatorio delle Montalve, intorno al 1230 ca.
- Crocifisso, Firenze, Museo del Bigallo, prima metà degli anni trenta del XIII secolo
- Madonna col Bambino in trono e due santi, Certaldo, Museo di Arte Sacra, anni trenta del XIII secolo o 1240-1245 ca.
- Madonna col Bambino e due angeli, Firenze, Collezione Acton, anni trenta del XIII secolo
- Madonna col Bambino in trono e due angeli, Nantes, Musée des Beaux-Arts, 1240 ca.
- Crocifisso, Chicago, Art Institute, anni quaranta del XIII secolo